# Valeriana pumila
Valeriana pumila — вид квіткових рослин родини жимолостевих (Caprifoliaceae).

## Біоморфологічна характеристика
Це однорічна рослина 10–40 см заввишки. Стебло ребристе, з жорсткими волосками внизу і по ребрах. Прикореневі листки лінійно-лопатчасті, цілокраї чи дрібнозубчасті, стеблові — вузьколінійні. Квіти в скучених плоских напівпарасольках. Відгин чашечки — 3 зубці чи виступи, де середній найбільший, 2 бічні значно менші. Плоди 1.5–2.5 мм завдовжки, широкоокруглі, тільки вгорі злегка виїмчасті, спереду з досить широкою і глибокою борозенкою або довгастою ямкою, опуклі на спинці.

## Поширення
Північний захід Африки, південь Європи, захід Азії.
В Україні вид росте на солонцюватих луках, урвищах, виноградниках, схилах — у Лісостепу (Одеська обл.), півдні Степу та Криму.